# 列夫·曼諾維奇
列夫·曼諾維奇（英語：Lev Manovich，1960年—）是美國加州大學聖地牙哥分校視覺藝術教授。他教授新媒體藝術與理論，同時是一系列新媒體的重要書籍的作者。他最著名的作品是《新媒體的語言》（The Language of New Media），廣泛地被評論與翻譯成各國語言，其中包括義大利文、韓文、波蘭文、西班牙文與中文。兩位書評作者認為這本著作乃是「第一本針對該主題作嚴謹與深遠的理論探索」，並且「該書將新媒體定位在麥克魯漢（Marshall McLuhan）以降、最為概念明晰與廣泛探討的媒體史研究之中（"it places new media within the most suggestive and broad ranging media history since Marshall McLuhan"）。